# 铁西站
铁西站（站牌彝文写作ꀻꑭ/pip xy）是一个成昆线上的铁路车站，位于四川省凉山彝族自治州越西县尔觉镇（原铁西乡）如阿底村，建于1970年，目前为四等站，邮政编码为616654。目前客运办理旅客乘降，不办理货运业务。
1980年7月3日，车站附近瓦底沟发生山体滑坡，致使成昆铁路中断42天:44:260。事后调查认为位于车站附近、在车站开通后投入运作的铁西采石场造成的频繁爆破震动和地下水活动的增大系此次滑坡的诱因。